# 넘버스 : 빌딩숲의 감시자들
《넘버스 : 빌딩숲의 감시자들》은 2023년 6월 23일부터 2023년 7월 29일까지 방송된 MBC 금토 드라마이다.

## 기획 의도
고졸 출신 회계사 장호우가 거대 회계법인의 부조리에 맞서 가장 회계사답지만 가장 회계사답지 않은 방식으로 정의를 실현해가는 휴먼 오피스 활극

## 제작진

### 제작사
- 타이거스튜디오
- 에이투지엔터테인먼트

### 제작
- 김영섭
- 전상균
- 김동준

### 극본
- 정안
- 오혜석

### 연출
- 김칠봉 : MBC 일일 드라마 《모두 다 쿵따리》(공동 연출), MBC 일일 드라마 《두 번째 남편》(연출) 연출

## 등장 인물
- (†) 표시는 드라마 상에서 최종적으로 사망한 인물이다.

### 주요 인물
- 김명수: 장호우 역 - 태일회계법인 딜파트 뉴스텝 (신입회계사), 고졸 출신 회계사.
- 최진혁: 한승조 역 - 태일회계법인 딜파트 시니어 매니저
- 최민수: 한제균 역 - 태일회계법인 딜파트 부대표
- 연우: 진연아 역 - 태일회계법인 딜파트 시니어 어쏘

### 태일회계법인 딜파트
- 이성열: 심형우 역 (†) (1회~9회) - 태일회계법인 딜 파트 디렉터
- 최정우: 양재환 역 - 태일회계법인 딜파트 매니저
- 박환희: 손혜원 역 - 태일회계법인 딜파트 시니어 어쏘
- 서은우: 은석민 역 - 태일회계법인 딜파트 시니어 매니저
- 신우겸: 우상현 역 - 태일회계법인 딜파트 매니저
- 배그린: 정시영 역 - 태일회계법인 딜파트 시니어 어쏘
- 양재현: 도지훈 역 - 태일회계법인 딜파트 뉴스텝 (신입회계사)
- 박경순: 왕경태 역 - 태일회계법인 딜파트 뉴스텝 (신입회계사)

### 태일회계법인 감사 파트
- 김영재: 강현 역 - 태일회계법인 감사파트 시니어 매니저
- 배해선: 안승연 역 - 태일회계법인 감사파트 부대표
- 한규원: 김종옥 역 - 태일회계법인 감사파트 매니저
- 김정주: 박동호 역 - 태일회계법인 감사파트 매니저
- 서영수: 조병국 역 - 태일회계법인 감사파트 시니어 어쏘
- 이기창: 최경일 역 - 태일회계법인 감사파트 시니어 어쏘

### 호우 주변인물
- 도연진: 송여진 역 - 서울동인지구대 순경
- 김선빈: 공희삼 역 - 회계법인 앞 선술집 <아프리카> 주인
- 남명렬: 장인호 역 (†) - 해빛건설 사장, 5년 전 사망.
- 성병숙: 옹천자 역 - 호우의 할머니, <자부심식당> 운영.

### 상아그룹
- 정해균: 이찬주 역 - 상아그룹 회장 (상아그룹 장남)
- 주병하: 이보성 역 - 상아그룹 회장 이찬주 아들
- 조희봉: 구 대표 역 - 피플즈엔터 대표

### 지산은행
- 강신일: 진태수 역 - 지산은행 행장, 연아의 아버지.
- 김결: 정재기 역 - 지산은행 심사부 부장(대출 담당 책임자)
- 손인용: 마항식 역 - 지산은행 여신관리부 부장(부실채권 담당자)

### 그 외 인물
- 정웅인: 이성주 역
- 김유리: 장지수 역
- 차영주: 카페 직원 역
- 미상: 황인범 역
- 남경읍: 회장 역
- 박정언: 케이크빈 백 대표 역

## 시청률
최저 시청률과 최고 시청률은 시청률 조사회사와 지역별로 시청률에 차이가 있을 수 있습니다.
| 2023년 | 2023년   | 2023년         | 2023년       | 2023년 |
| 회차   | 방송일   | 닐슨 시청률    | 닐슨 시청률  |        |
| 회차   | 방송일   | 대한민국(전국) | 서울(수도권) |        |
| ------ | -------- | -------------- | ------------ | ------ |
| 제1회  | 6월 23일 | 4.4%           | 4.4%         |        |
| 제2회  | 6월 24일 | 4.0%           | 4.0%         |        |
| 제3회  | 6월 30일 | 4.7%           | 4.4%         |        |
| 제4회  | 7월 1일  | 3.2%           | 3.0%         |        |
| 제5회  | 7월 7일  | 3.8%           | 3.6%         |        |
| 제6회  | 7월 8일  | 3.2%           | 3.2%         |        |
| 제7회  | 7월 14일 | 3.0%           | -            |        |
| 제8회  | 7월 15일 | 2.8%           | -            |        |
| 제9회  | 7월 21일 | 3.3%           | 3.1%         |        |
| 제10회 | 7월 22일 | 2.4%           | -            |        |
| 제11회 | 7월 28일 | 3.0%           | 3.0%         |        |
| 제12회 | 7월 29일 | 2.4%           | -            |        |

## 같이 보기
- 대한민국의 텔레비전 드라마 목록 (ㄴ)
- 2023년 대한민국의 텔레비전 드라마 목록

## 참고 사항
- 최민수, 최진혁은 MBC 월화 드라마 《오만과 편견》 이후 8년 만에 재회하여 캐스팅 되었다.
- 최진혁, 강신일은 tvN 금토 드라마 《응급남녀》 이후 9년 만에 재회하여 캐스팅 되었다.
- 성병숙, 신우겸, 김칠봉 PD는 MBC 일일 드라마 《두 번째 남편》 이후 1년 만에 재회하여 합류하였다.
- 김결, 배그린은 KBS 2TV 일일 드라마 《태풍의 신부》 이후 3개월 만에 재회하여 캐스팅 되었다.